# Calyptrocarya delascioi
Calyptrocarya delascioi är en halvgräsart som beskrevs av Gerrit Davidse och Robert Kral. Calyptrocarya delascioi ingår i släktet Calyptrocarya och familjen halvgräs. Inga underarter finns listade i Catalogue of Life.